# مارسيلو سامبسون
مارسيلو سامبسون (بالإنجليزية: Marcello Sampson)‏ هو لاعب اتحاد الرغبي جنوب أفريقي، ولد في 27 مارس 1987 في كيب تاون في جنوب أفريقيا.